# Liste des centrales électriques en Namibie
Cette page répertorie  les centrales électriques en Namibie. 

## Contexte
La production d'énergie est évaluée à 2,69 TWh, avec des importations nettes de 10,01 TWh et une consommation électrique de 3,22 TWh. En 2011, environ 60 % de la population résidait dans le nord de la Namibie où le taux d'électrification était faible.
L' énergie de la Namibie est produite principalement par le service public d'électricité Namibia Power Corporation et ses filiales régionales. L'approvisionnement en électricité dans les zones rurales continue d'être largement assuré par des  générateurs à commande individuelle et l'énergie solaire.
Selon des chiffres officiels, pour l'année 2005, l'électricité serait accessible à 80 % de la population.
Les premières centrales électriques utilisant des ressources renouvelables sont construites par InnoVent dans les années 2010 (solaire et éolien),.

## Liste de centrales par type d'énergie

### Éolien
| Centrale électrique | Communauté | Coordonnées | Capacité | Année d'achèvement |
| ------------------- | ---------- | ----------- | -------- | ------------------ |
| Ombepo Wind Farm    | Lüderitz   |             | 5 MW     | 2017               |

### Hydro-électrique
| Station hydroélectrique        | Communauté | Coordonnées | Type      | Capacité | Année d'achèvement | Nom du réservoir  | rivière        |
| ------------------------------ | ---------- | ----------- | --------- | -------- | ------------------ | ----------------- | -------------- |
| Centrale électrique de Ruacana | Ruacana    |             | Réservoir | 330 MW   | 1978/2012          | Ruacana Reservoir | Rivière Cunene |

### Solaire
| Centrale électrique               | Communauté   | Coordonnées | Type | Capacité | Année d'achèvement |
| --------------------------------- | ------------ | ----------- | ---- | -------- | ------------------ |
| HopSol Otjiwarongo                | Otjiwarongo  |             |      | 5 MW     | 2015               |
| InnoSun Omburu                    | Omaruru      |             |      | 4,5 MW   | 2015               |
| HopSol Otjozondjupa               | Grootfontein |             |      | 5 MW     | 2016               |
| Ejuva I                           | Gobabis      |             |      | 5 MW     | 2016               |
| Ejuva II                          | Gobabis      |             |      | 5 MW     | 2016               |
| Centrale électrique de Rosh Pinah | Rosh Pinah   |             |      | 5 MW     | 2017               |
| Centrale solaire de Karibib       | Karibib      |             |      |          |                    |
| Centrale solaire d'Arandis        | Arandis      |             |      |          |                    |

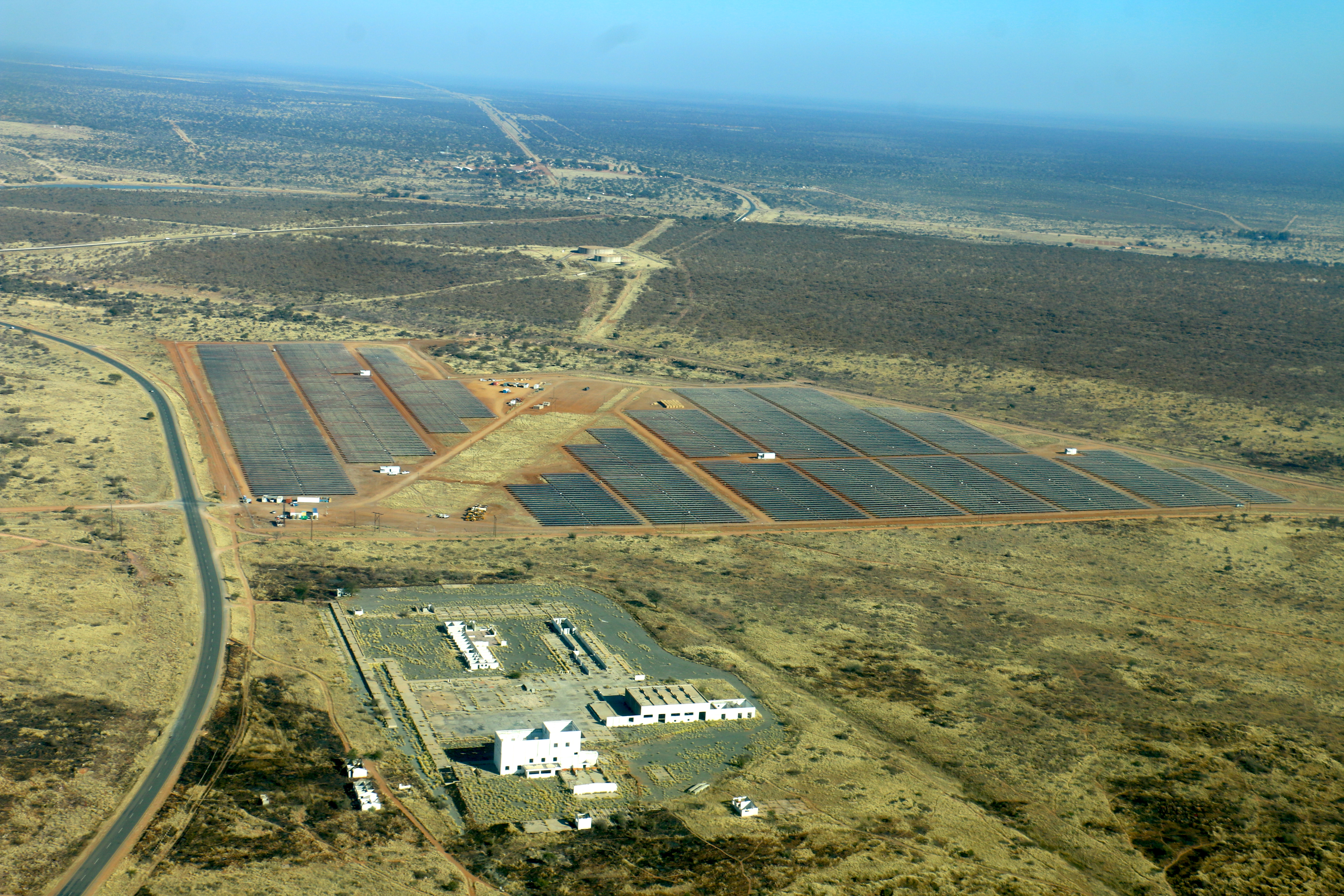
Centrale solaire de Gobabis vue du ciel (2017)
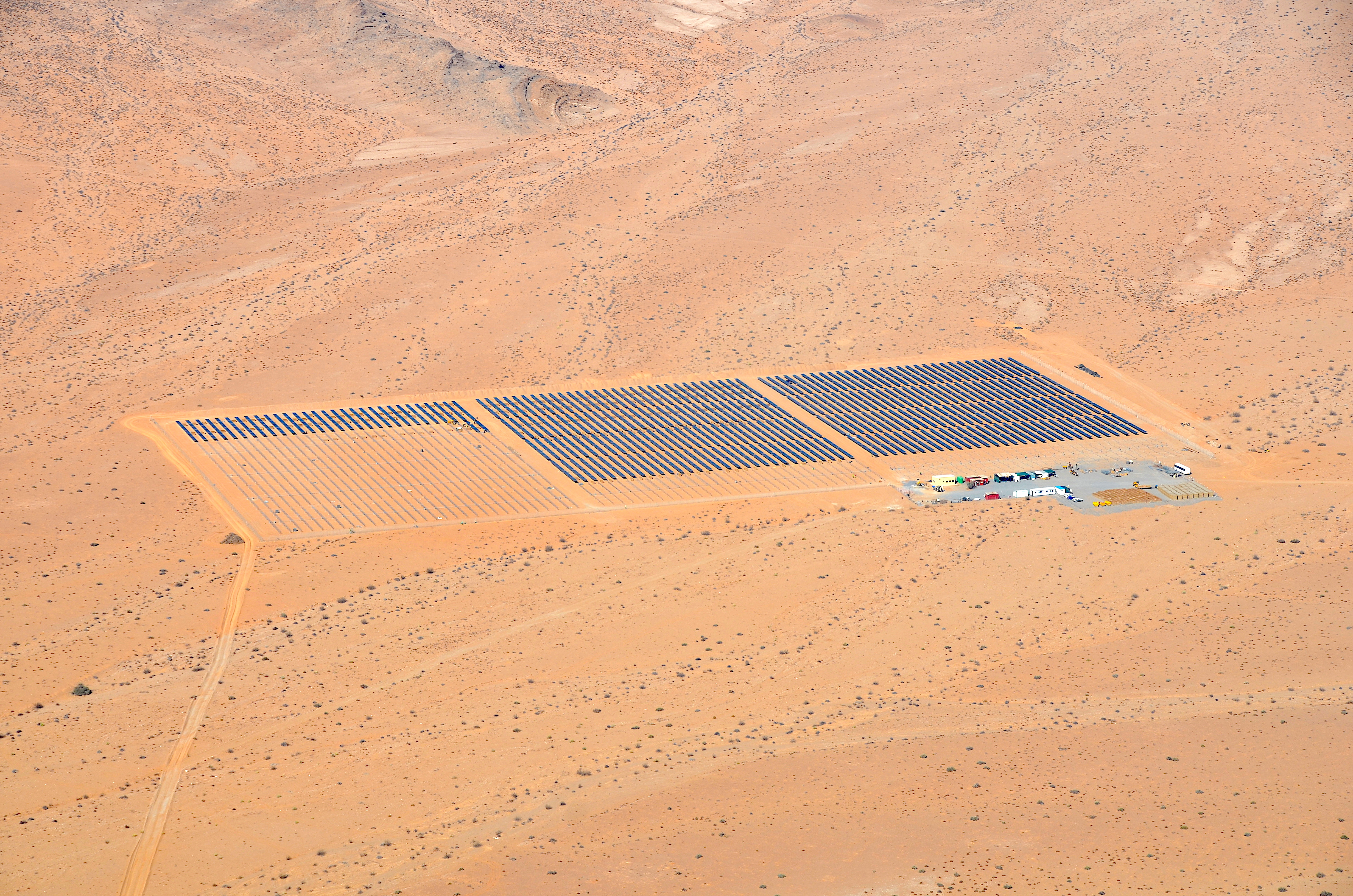
Vue aérienne de la centrale électrique de Rosh Pinah avant son achèvement en 2017
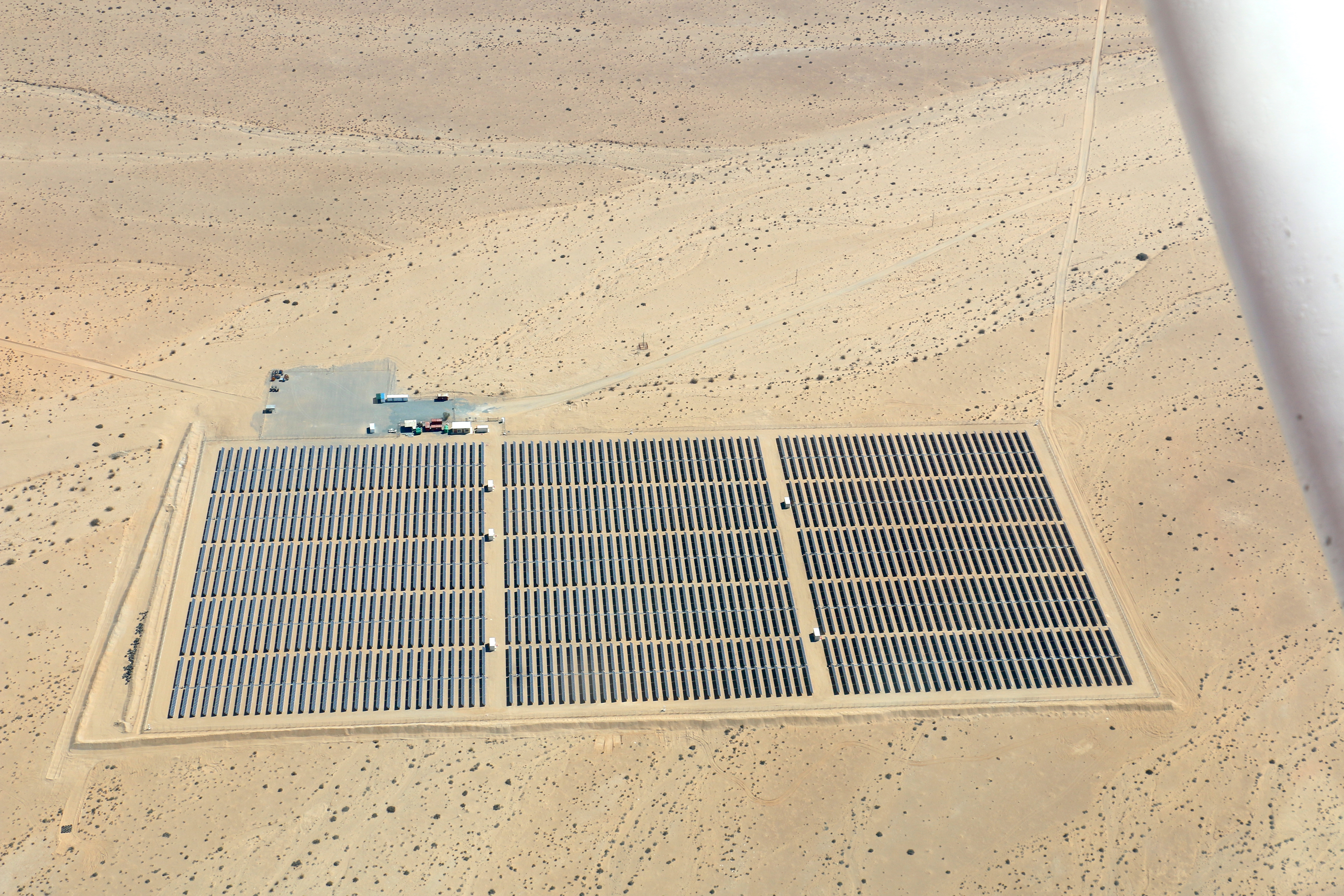
Vue aérienne de la centrale électrique Rosh Pinah après achèvement en 2017
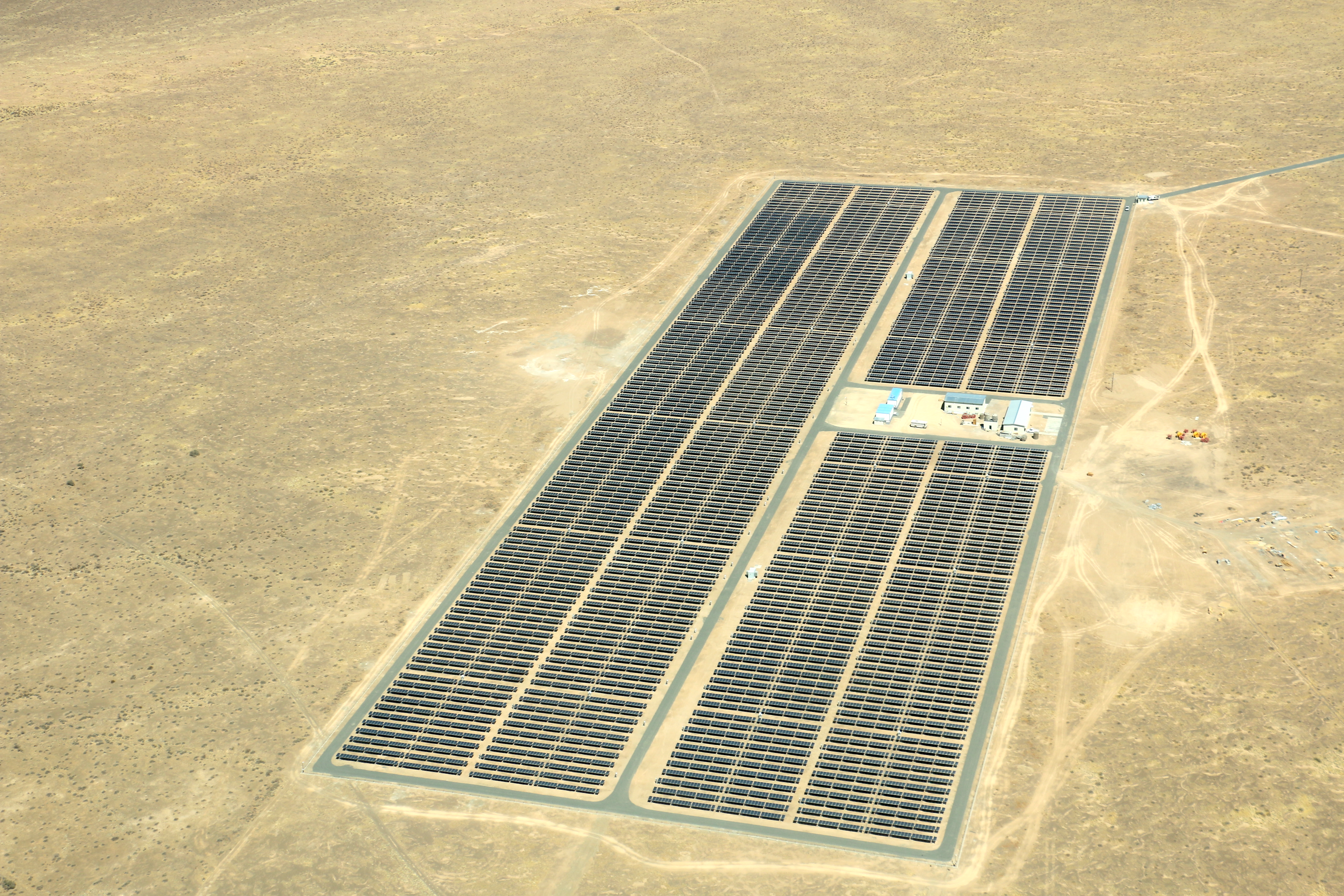
Centrale solaire de Greenam près de Keetmanshoop, (vue aérienne 2017)
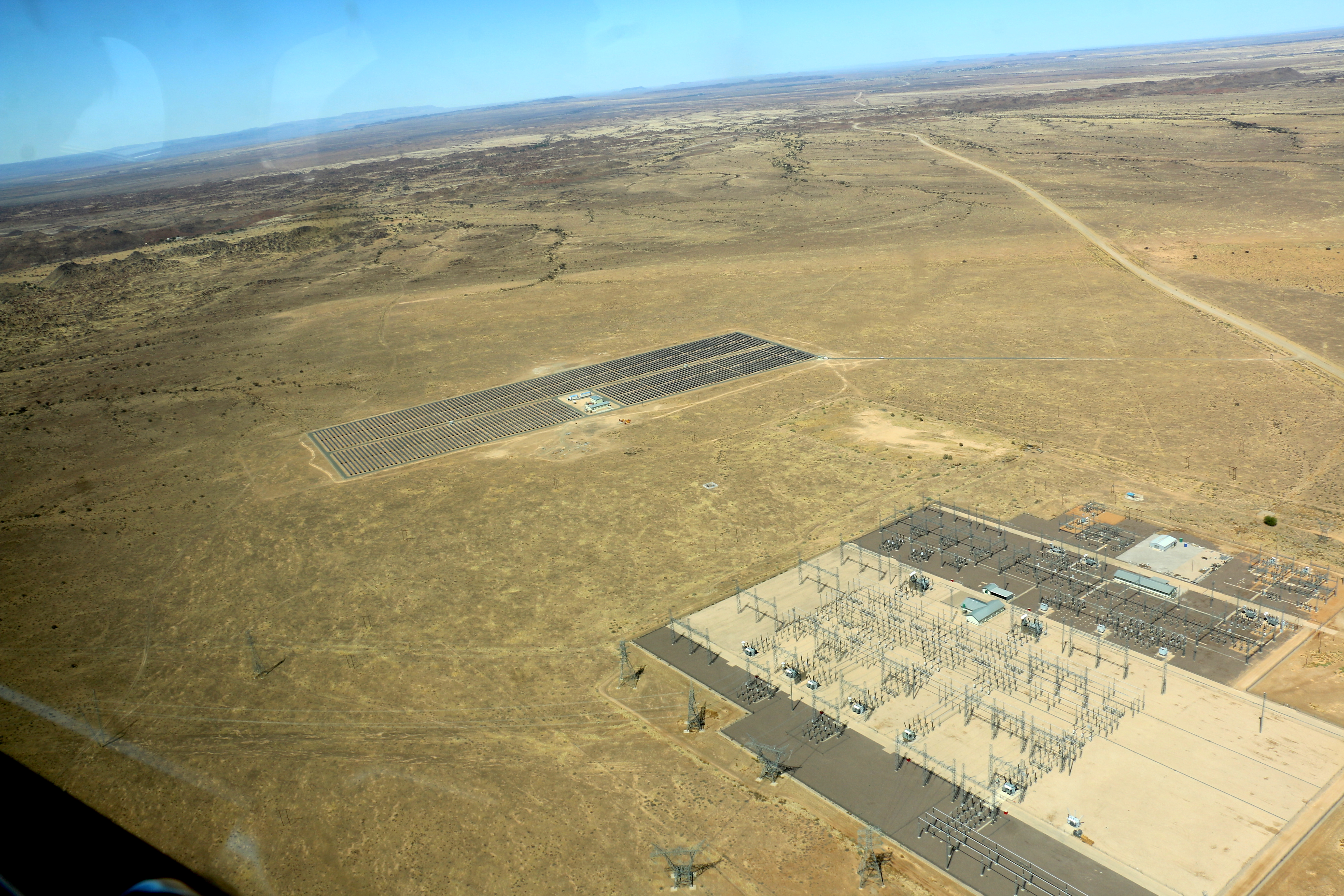
Centrale solaire de Greenam près de Keetmanshoop, (vue aérienne 2017)
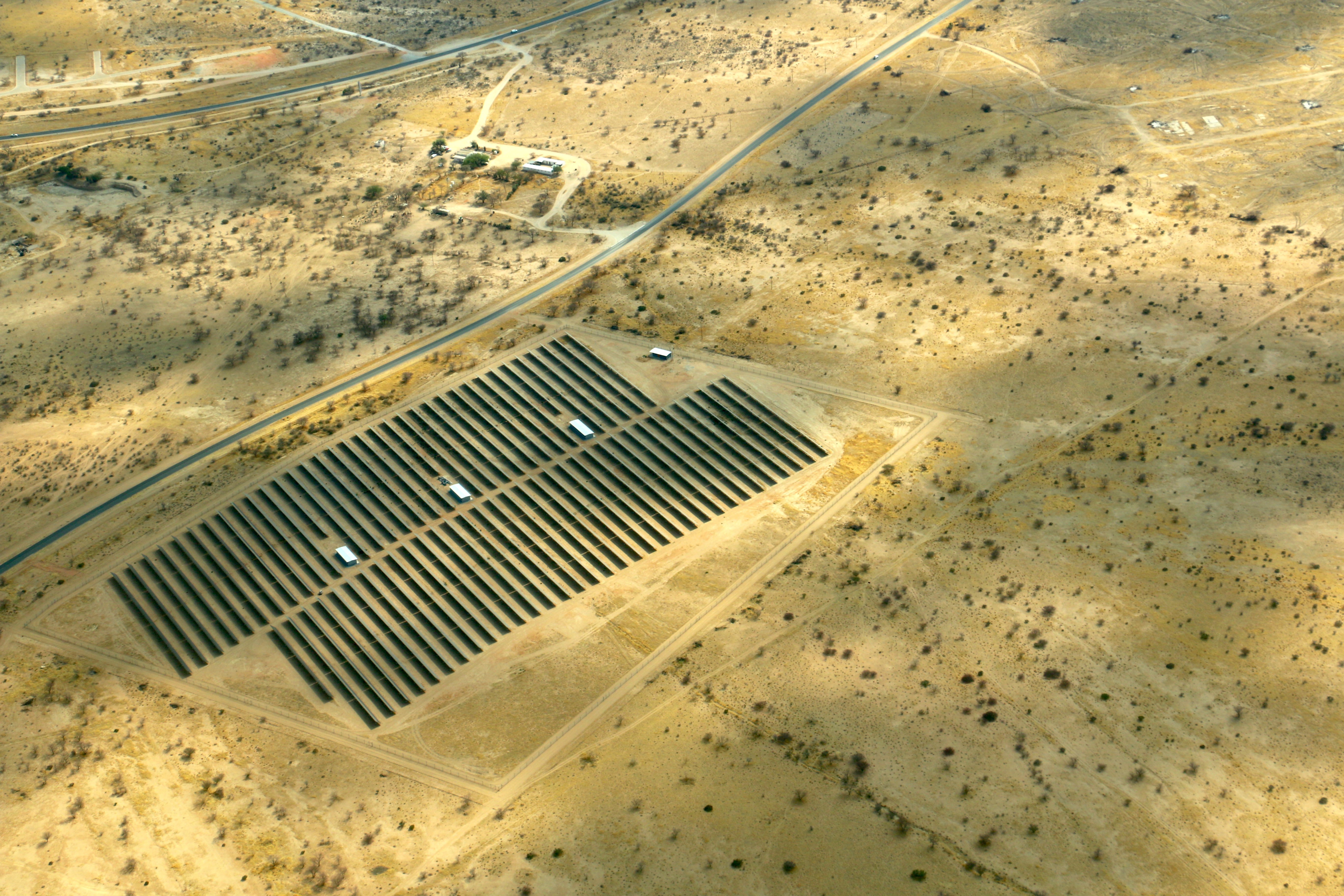
Centrale solaire de Karibib (vue aérienne 2017)
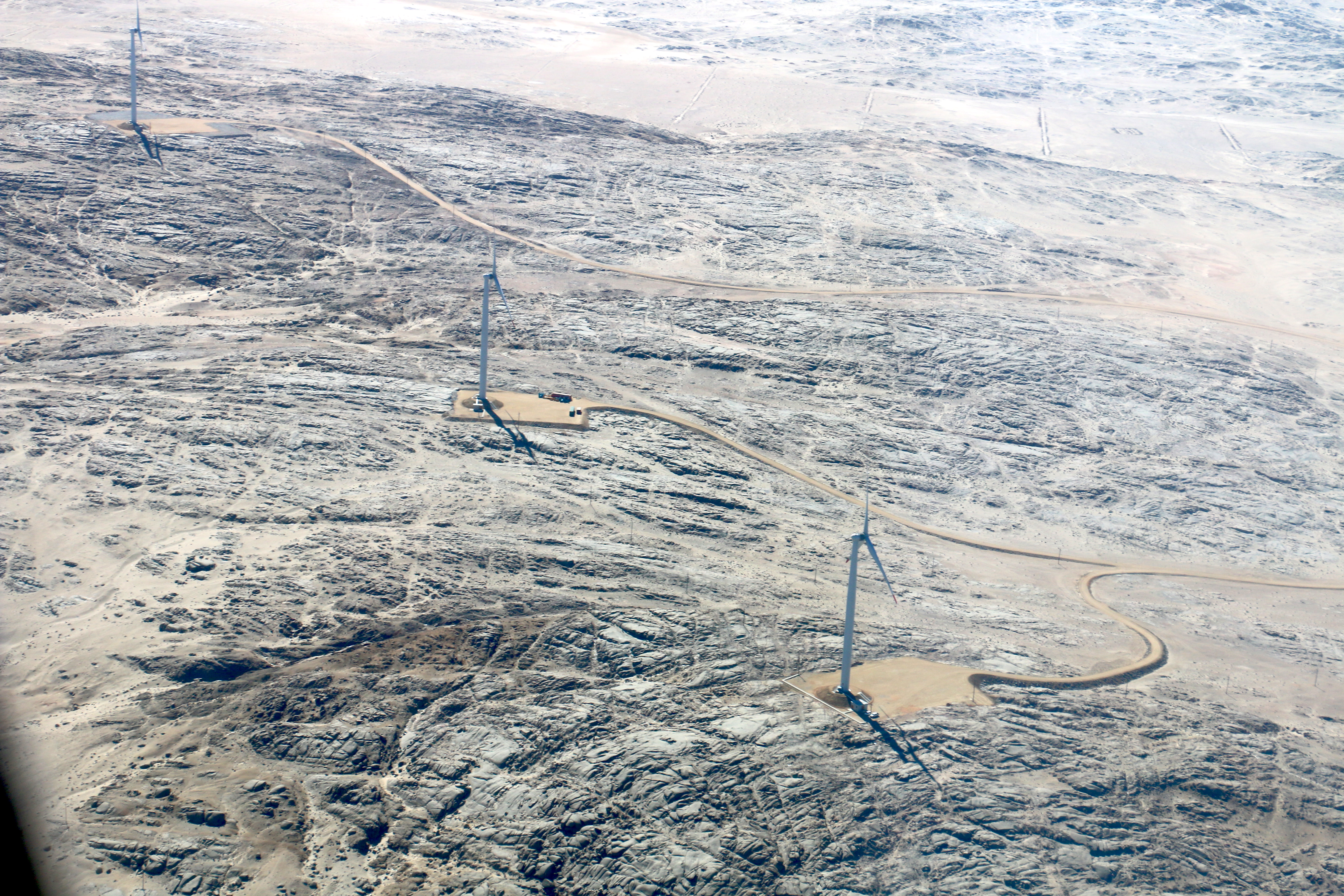
Centrale éolienne de Lüderitz (2017)
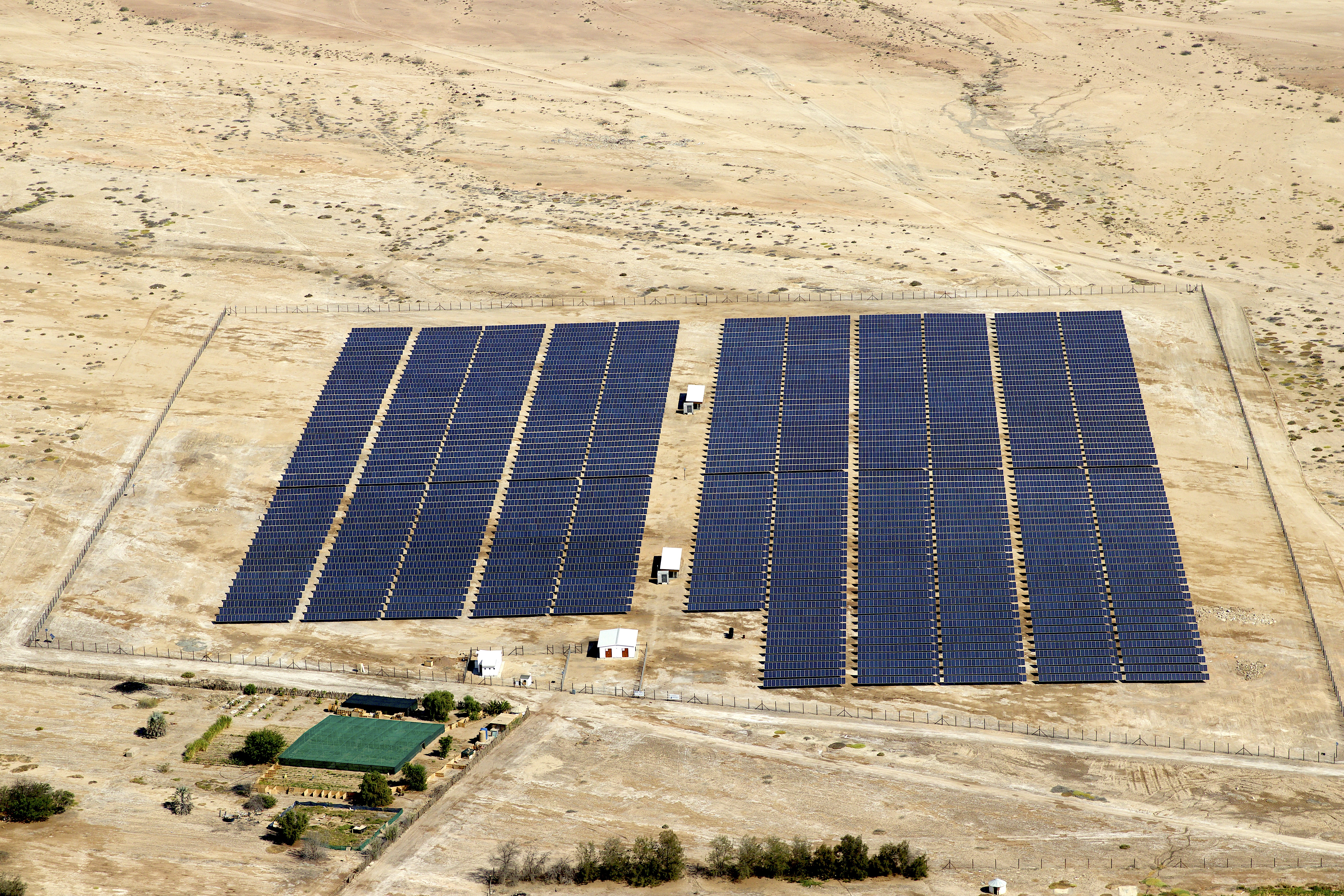
Centrale électrique Arandis (2018)
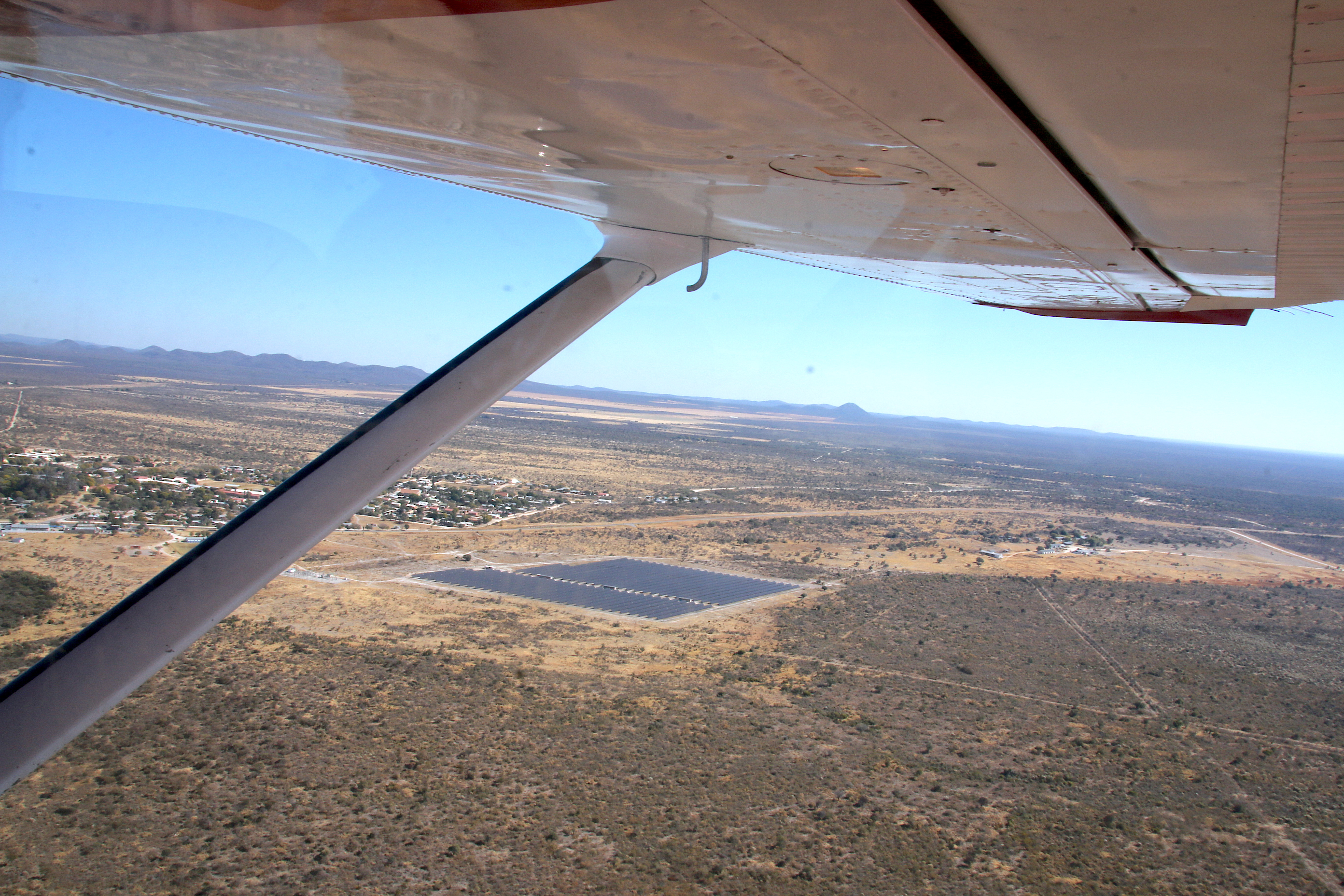
Centrale électrique Grootfontein (2018)
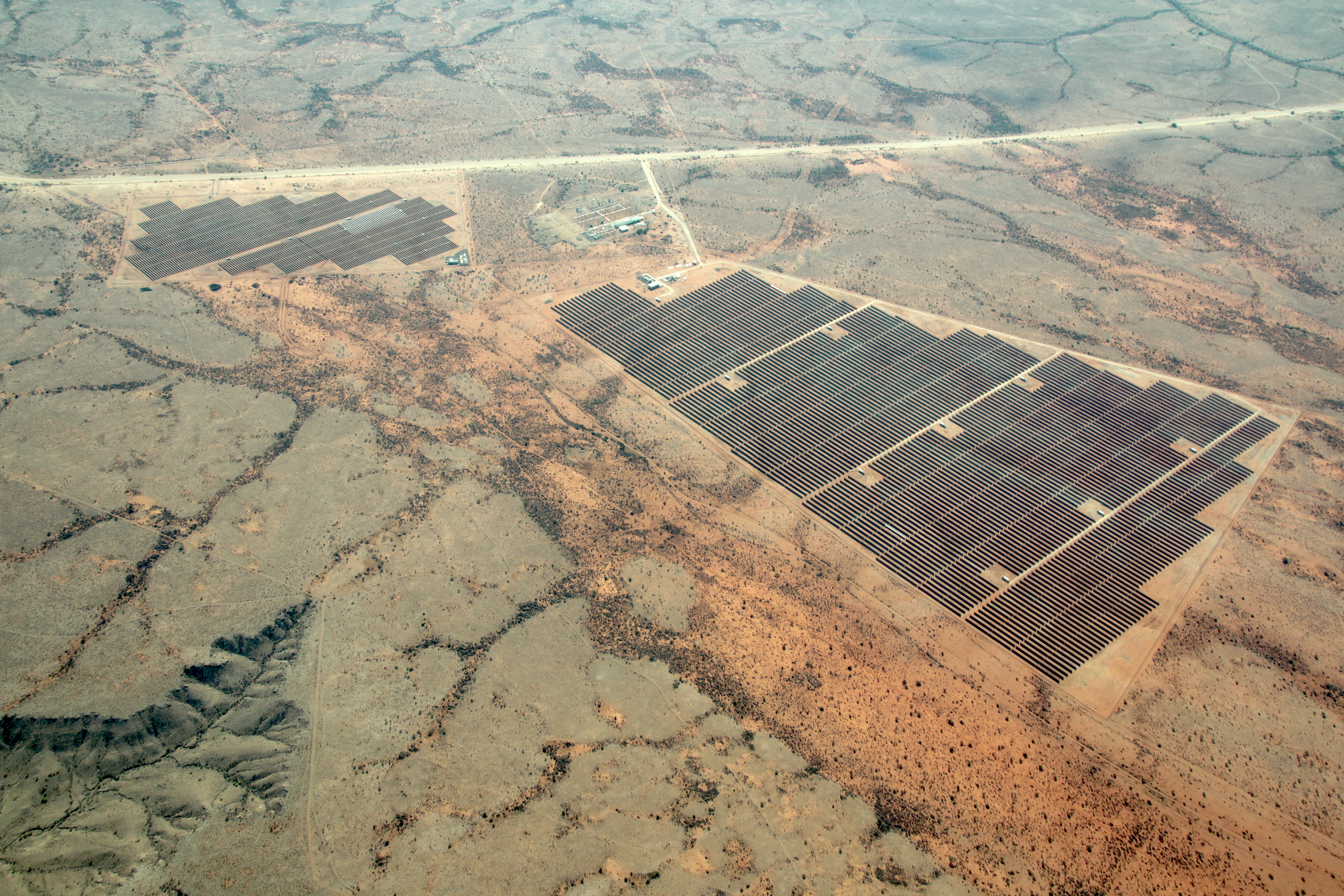
Centrale électrique Mariental (2018)

### Thermique
| Centrale thermique             | Communauté | Coordonnées | Type de carburant | Capacité | Année terminée ou achèvement prévu | Nom du propriétaire | Remarques                                        |
| ------------------------------ | ---------- | ----------- | ----------------- | -------- | ---------------------------------- | ------------------- | ------------------------------------------------ |
| Centrale électrique de Van Eck | Windhoek   |             | Charbon           | 120 MW   | 1972                               | NamPower            | En 2015, un seul bloc de 30 MW actif             |
| Centrale électrique de Paratus | Walvisbay  |             | Diesel            | 24 MW    | 1976                               | NamPower            | station de secours, actuellement seulement 16 MW |
| Centrale électrique ANIXAS     | Walvisbay  |             | Diesel            | 22,5 MW  | 2011                               | NamPower            |                                                  |